# Lusitanops cingulata
Lusitanops cingulata är en snäckart som beskrevs av Bouchet och Waren 1980. Lusitanops cingulata ingår i släktet Lusitanops och familjen Turridae. Inga underarter finns listade i Catalogue of Life.